# سفارت اوکراین در لندن
سفارت اوکراین در لندن (به انگلیسی: Embassy of Ukraine) یک منطقهٔ مسکونی و نمایندگی سیاسی این کشور در بریتانیا است که در منطقه سلطنتی کنزینگتون و چلسی واقع شده‌است.